# Brothers in Arms
Brothers in Arms é o quinto álbum de estúdio da banda de rock inglesa Dire Straits, lançado em 13 de maio de 1985. O disco foi um marco na indústria fonográfica, sendo um dos pioneiros no processo de gravação, mixagem e masterização totalmente digitais.
O álbum se tornou o primeiro da história a vender um milhão de cópias no formato de CD. Também foi o primeiro a ser mais comercializado neste tipo de mídia do que em sua versão em LP, mídia então dominante no mercado na época de seu lançamento.
As músicas de sucesso foram a faixa-titulo, "So Far Away", "Money For Nothing", "Walk of Life" e "Your Latest Trick", que são reconhecidas e consideradas algumas das melhores músicas da banda e que tocam nas rádios até os dias de hoje.
O disco faz parte da lista dos 200 álbuns definitivos no Rock and Roll Hall of Fame.

## Lista de faixas
Todas as letras foram escritas por Mark Knopfler, exceto Money For Nothing, que foi feita por Knopfler e Sting.
| N.º | Título                  | Duração         |  |
| 1.  | "So Far Away"           | LP-4:04 CD-5:12 |  |
| 2.  | "Money For Nothing"     | LP-4:39 CD-8:27 |  |
| 3.  | "Walk of Life"          | 4:12            |  |
| 4.  | "Your Latest Trick"     | LP-3:33 CD-6:35 |  |
| 5.  | "Why Worry"             | LP-5:21 CD-8:32 |  |
| 6.  | "Ride Across The River" | LP-4:49 CD-7:00 |  |
| 7.  | "The Man's Too Strong"  | 4:40            |  |
| 8.  | "One World"             | 3:40            |  |
| 9.  | "Brothers in Arms"      | LP-4:46 CD-7:06 |  |

## Paradas musicais
| País/Parada (1985)                    | Melhor posição |
| ------------------------------------- | -------------- |
| Austrália (Kent Music Report)         | 1              |
| Áustria (Ö3 Austria Top 40)           | 1              |
| Canadá (RPM)                          | 1              |
| Países Baixos (Dutch Charts)          | 1              |
| Europa (European Top 100 Albums)      | 1              |
| Finlândia (Suomen virallinen lista)   | 1              |
| Alemanha (Offizielle Deutsche Charts) | 1              |
| Nova Zelândia (RMNZ)                  | 1              |
| Noruega (VG-lista)                    | 1              |
| Espanha (PROMUSICAE)                  | 1              |
| Suécia (Sverigetopplistan)            | 1              |
| Suíça (Schweizer Hitparade)           | 1              |
| Reino Unido (Official Albums Chart)   | 1              |
| Estados Unidos (Billboard 200)        | 1              |

## Presença em Roda de Fogo Internacional (1986)
A canção "Why Worry", pertencente a esse álbum, foi incluída na trilha sonora internacional da novela "Roda de Fogo", exibida pela TV Globo entre 1986/1987. Na trama de Lauro César Muniz, a canção foi tema de "Ana Maria" e "Pedro", interpretados, respectivamente, por Isabela Garcia e Felipe Camargo.